# Каламото
Каламото (грч. Καλαμωτό) је насељено место у општини Лагадина у периферији Средишња Македонија, Грчка. Према попису из 2021. године било је 398 становника.
До 1924. године у Каламоту је живело турско становништво, када  је принудно исељено у Турску а на њихово место су насељене грчке избеглице из Турске и Каракачани. На попису из 1928. године село је имало 358 становника. Село се раније звало Кариђол.